# Cicindela hybrida
Cicindela hybrida là một loài bọ cánh cứng có phạm vi phân bố rộng rãi ở vùng Palaearctic.
Loài này có các phân loài sau:
- Cicindela hybrida hybrida Linnaeus, 1758
- Cicindela hybrida kozhantshikovi Lutshnik, 1924
- Cicindela hybrida magyarica Roeschke, 1891
- Cicindela hybrida pseudoriparia Mandl, 1935
- Cicindela hybrida transversalis Dejean, 1822

## Hình ảnh

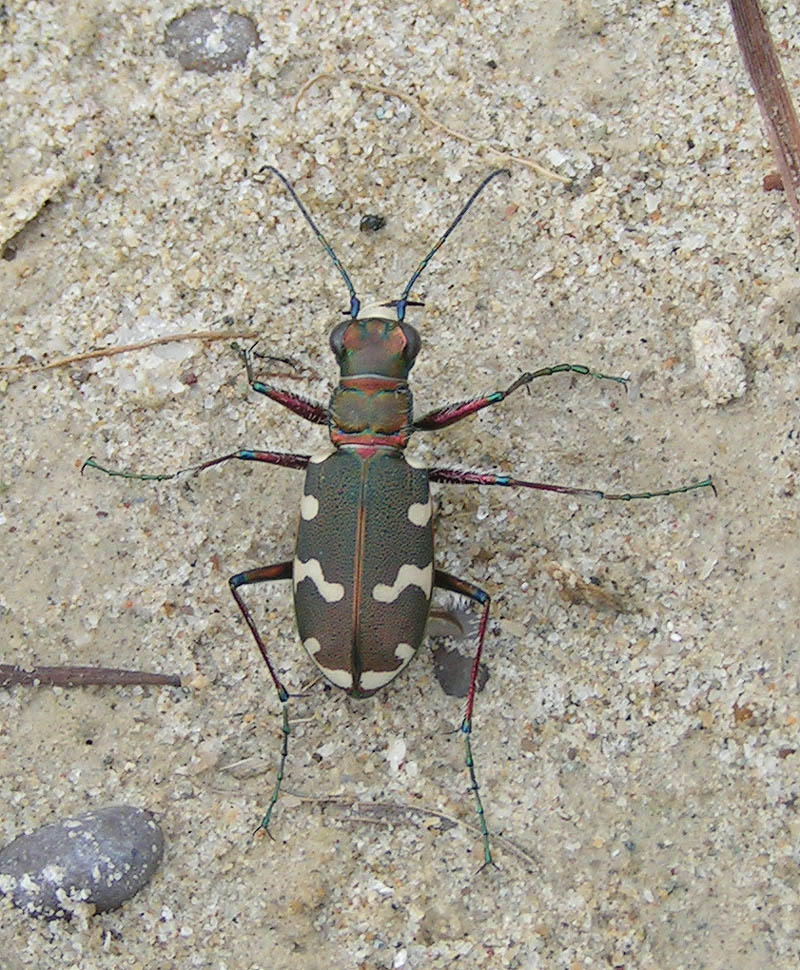
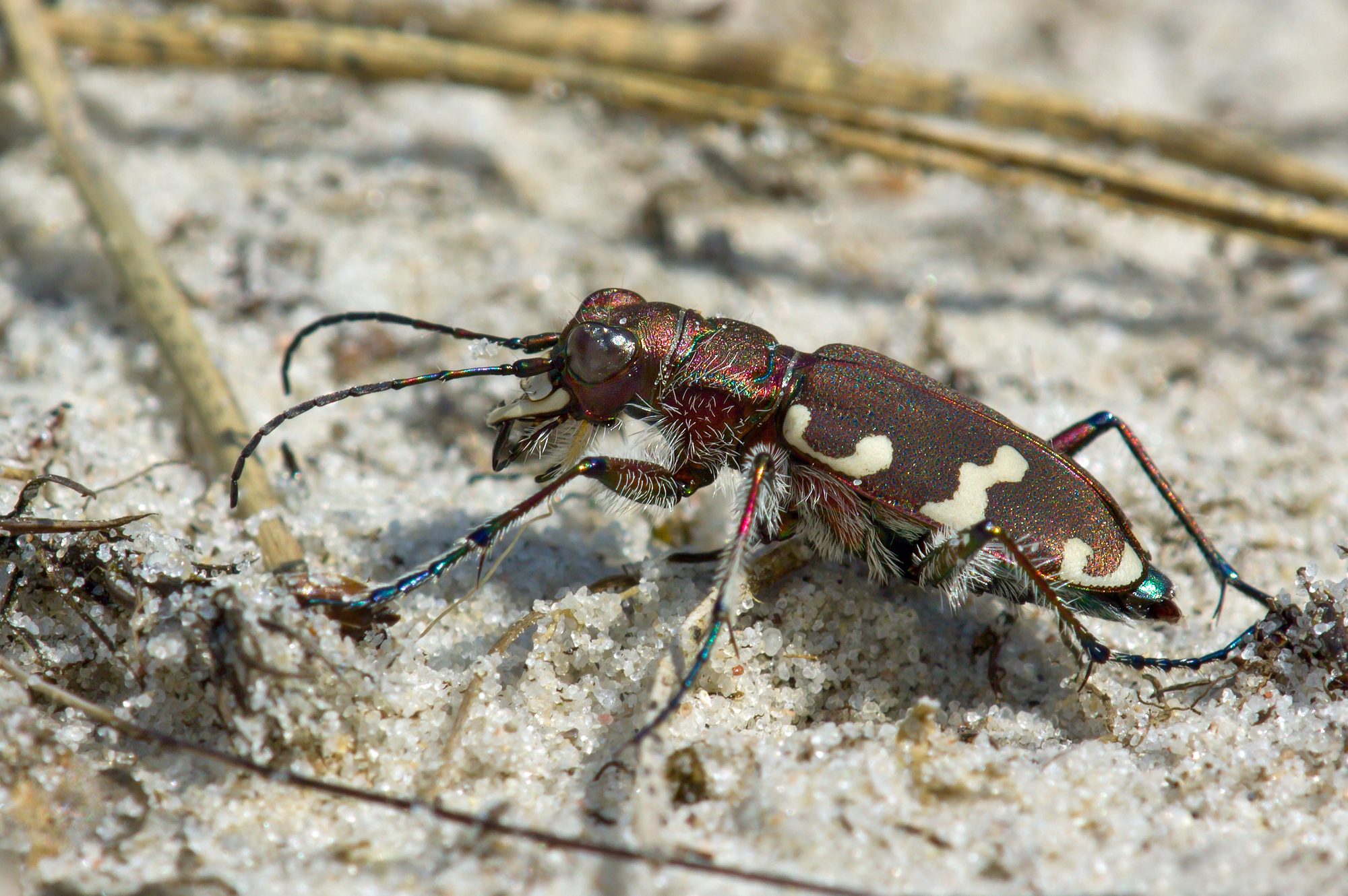